# Bristolská katedrála

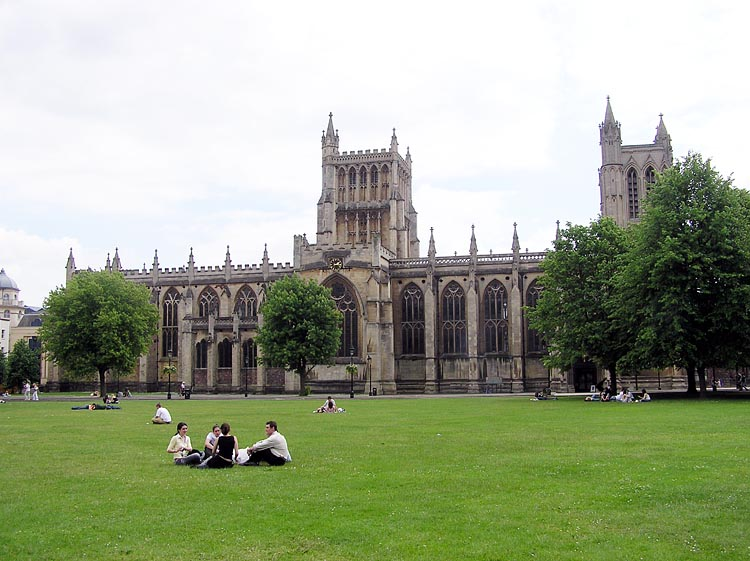
Bristolská katedrála

Bristolská katedrála nebo také Katedrální kostel Nejsvětější Trojice (Cathedral Church of the Holy and Undivided Trinity) je anglikánská katedrála v anglickém městě Bristol. Byla založena roku 1140 a roku 1542 se stala sídlem biskupa nově vytvořené Bristolské diecéze. Nachází se na College Green a její výstavba trvala asi 700 let. Katedrála se vyznačuje unikátní architekturou, neobvyklými památníky a velkými historickými varhany.

## Historie
Bristolská katedrála byla založena roku 1140 jako opatství Svatého Augustína Robertem Fitzhardingem, bohatým velkostatkářem a královským úředníkem. Původní kostel opatství, z něhož se dochovaly pouze fragmenty, byl postaven v letech 1140 až 1148 v románském slohu. Další kamenná stavba byla na tomto místě vybudována v letech 1148 až 1164. Z této stavby se dochovaly tři pozůstatky – kapitula a strážní dům opatství, ve kterém jsou nyní kanceláře diecéze a druhá románská brána.

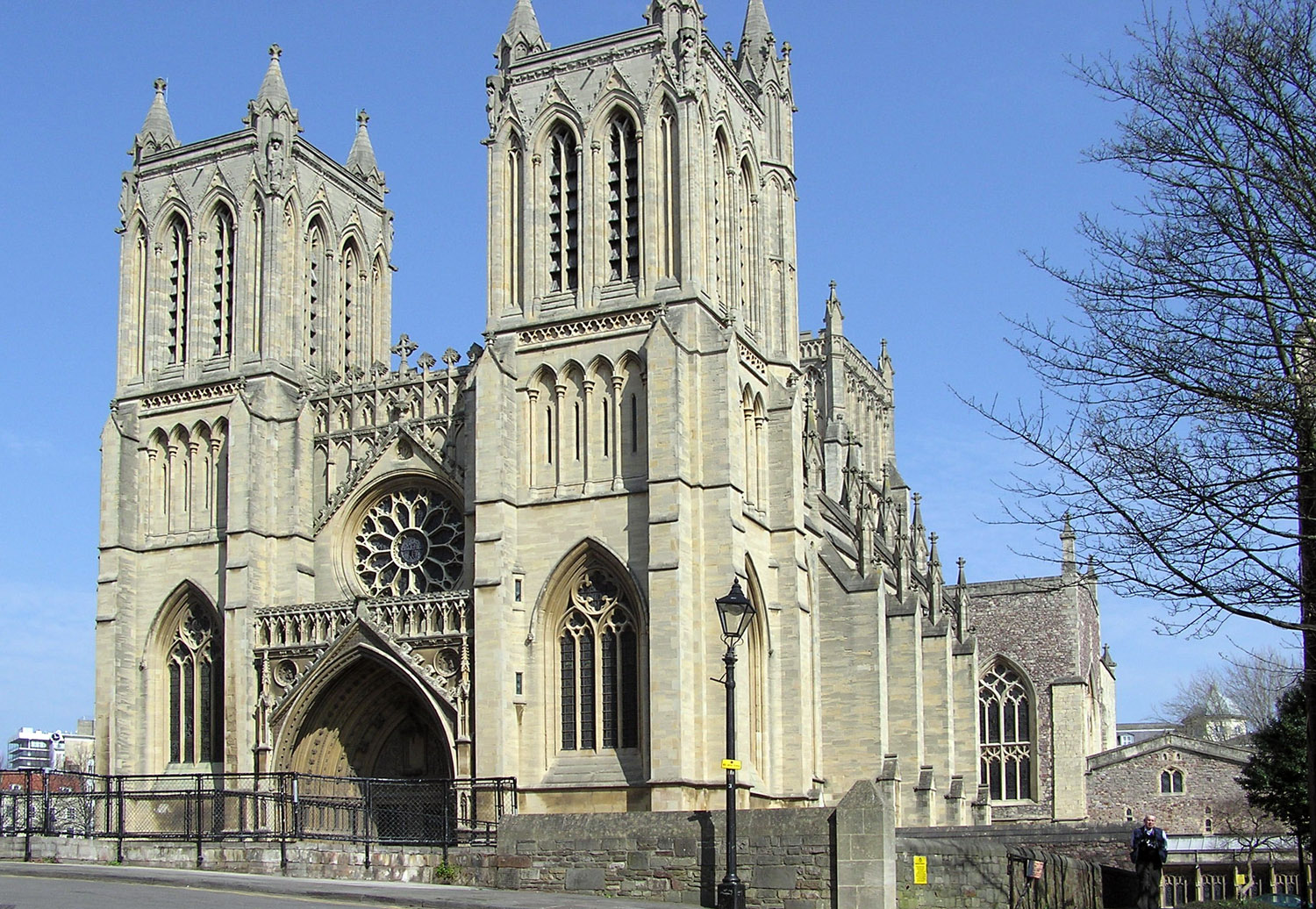
Průčelí katedrály

Opat David (1216 až 1234) zahájil novou fázi výstavby, hlavně od roku 1220 výstavbu kaple věnované blahoslavené Marii, přiléhající k severní straně kůru. Tato stavba, která se dochovala do současnosti byla označována jako Elder Lady Chapel. Architektem byl Adam Lock, stavitel Wellské katedrály.
Opat Eduard Knowle zahájil přestavbu kostela opatství. V letech 1298 až 1332 bylo východní křídlo kostela přestavěno v dekorativním slohu.
Další práce pak ustaly na dalších asi sto let. Okolo roku 1400 byla postavena příčná chrámová loď a hlavní věž.
Opat John Newland (1481 až 1515) zahájil přestavbu hlavní chrámové lodi ale její dostavba nebyla kompletní v době rušení anglických klášterů v roce 1539. Částečně postavená loď byla zbořena a východní část kostela byla uzavřena. V roce 1542 nechal Jindřich VIII. dostavět budovu do podoby centra nové Bristolské diecéze. Byla věnována Nejsvětější trojici.
V letech 1868 až 1877 byla postavena nová hlavní loď v novogotickém slohu harmonicky doplňující východní křídlo. Jejím stavitelem byl George Edmund Street. Slavnostní otevření proběhlo 23. října 1877 i když západní část a její dvě věže byly dokončeny až roku 1888.

## Architektura

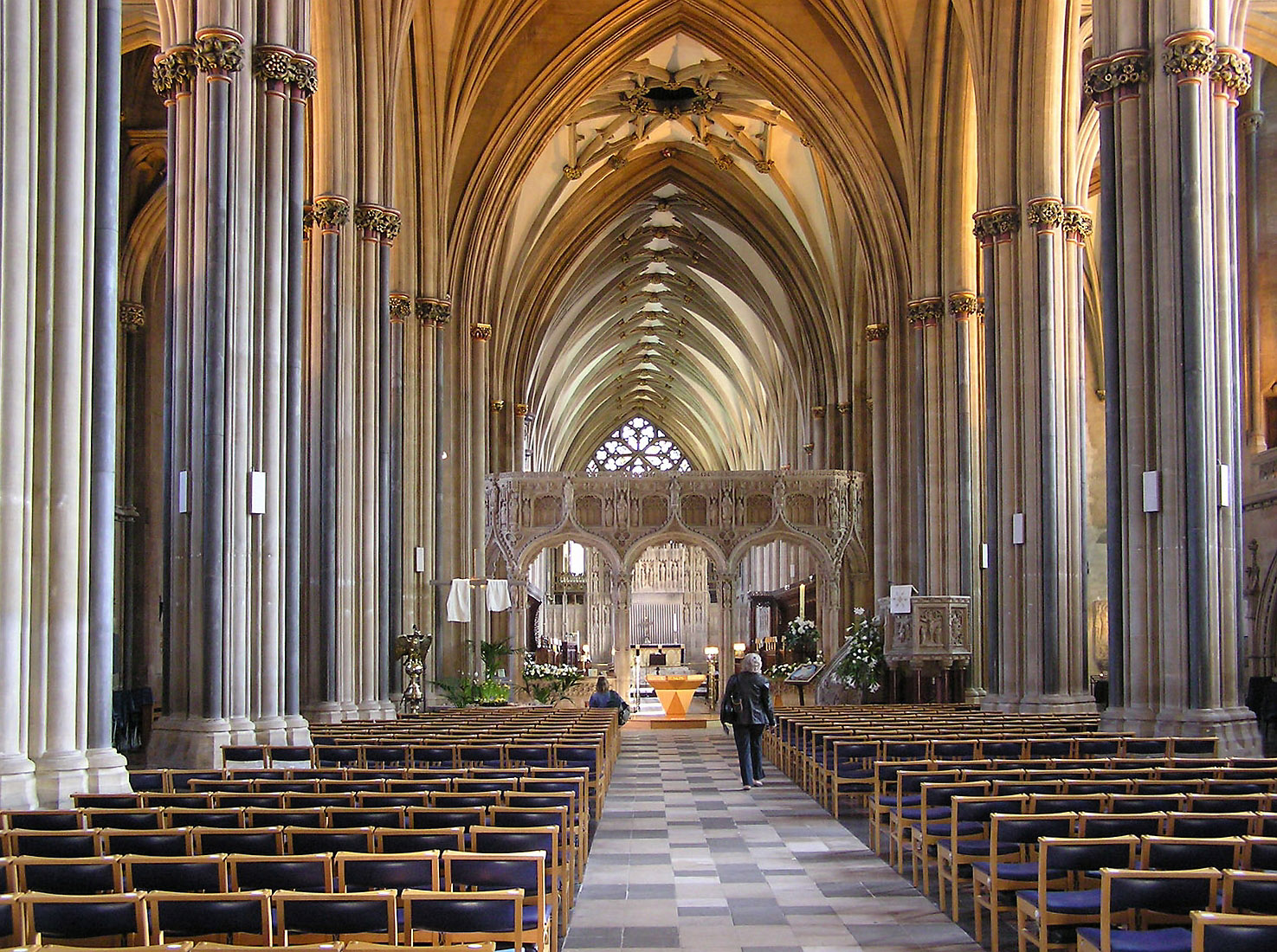
Hlavní chrámová loď katedrály

Západní křídlo Bristolské katedrály je neobvyklé z několika hledisek. Její hlavní i postranní loď jsou přibližně stejně vysoké. Zatímco v německém gotickém slohu je tato forma dosti obvyklá, je v britském gotickém slohu použito jen velmi zřídka a Bristolská katedrála je jejím nejvýraznějším představitelem. Jedním z efektů této konstrukce je, že veškeré osvětlení lodě je zprostředkováno oknem v průčelí, které je neobvykle velké. Druhou zvláštností jsou tři unikátní klenby.
Streetův návrh korespondoval s původní stavbou gotického kůru. Z hlediska výšky stavby není zřejmé, že se jedná o stavbu z jiného období. Jeho návrh interiéru respektuje duch původního středověkého žebroví ale jeho návrh není imitací původního díla.
V katedrále se dále nachází dva neobvyklé Berkleyho památníky. Jsou zasazeny ve výklencích zdí a jsou obklopeny baldachýnem s obrácenými oblouky.
Průčelí je provedeno spíše ve španělském než anglickém stylu. Je dosti široké vzhledem ke své výšce a má pouze jeden vchod. Na rozdíl od většiny anglických gotických katedrál má nad vstupem kulaté okno. Detaily jeho výzdoby ale korespondují s anglickým prostředím.
Některé rozměry katedrály. Celková délka – vnější 91,4m, vnitřní 87m. Hlavní chrámová loď – délka 38m, šířka 9m, výška 16m.

## Varhany
Varhany byly původně instalovány roku 1685 Renatusem Harrisem a jejich hodnota byla vyčíslena na 500 £. Tyto byly později odstraněny a opravovány ačkoli některé části původního nástroje včetně skříně a píšťal byly použity i pro současný nástroj sestavený roku 1097. Nachází se nad výklenkem na severní straně kůru. V roce 1989 byly restaurovány.